# Castiarina dimidiata
Castiarina dimidiata es una especie de escarabajo del género Castiarina, familia Buprestidae. Fue descrita científicamente por Carter en 1908.